# Felfel mehchi
Le felfel mehchi est un plat traditionnel tunisien, le terme felfel désignant les poivrons. Ceux-ci sont farcis avec un mélange à base de pain, de viande, d'œuf, de persil, d'oignons et de coriandre. Les poivrons sont ensuite frits ou cuits en sauce pour en faire un plat ou une sauce pour le couscous.